# پسربچه (فیلم)
پسربچه (به انگلیسی: Baby Boy) فیلمی ۱۳۰ دقیقه‌ای به کارگردانی جان سینگلتون با بازی تایریس گیبسون محصول کشور ایالات متحده آمریکا است.
داستان این فیلم در ابتدا با هدف توپاک شکور بازیگر و رپر برای بازی در نقش جودی نوشته شد، اما پس از قتل شکور در سال ۱۹۹۶، سینگلتون تصمیم گرفت تایریس گیبسون، هنرمند آراندبی را جایگزین شکور کند. شکور قبلاً با سینگلتون در زمینه عدالت شاعرانه کار کرده بود و این اولین همکاری آن‌ها با یکدیگر نبود. علاوه بر این، نقش رادنی در ابتدا برای آیس کیوب نوشته شده بود که با سینگلتون در پسرا تو محله و Higher Learning کار کرده بود. این فیلم اولین بازیگری بلند گیبسون را رقم زد و اولین نقش برجسته خود را به هنسون ارائه داد.
این فیلم که در ۲۷ ژوئن ۲۰۰۱ در ایالات متحده اکران شد، عمدتاً نقدهای مثبتی از سوی منتقدان و تماشاگران دریافت کرد و بسیاری آن را بهترین فیلم سینگلتون از زمان پسرا تو محله می‌دانستند، اما از نظر تجاری ضعیف عمل کرد و ۲۹ میلیون دلار در مقابل بودجه ۱۶ میلیون دلاری فروخت. این فیلم همچنین آخرین فیلم بلند نوشته سینگلتون است زیرا او هیچ‌یک از پروژه‌های بلند بعدی کارگردانی خود را قبل از مرگش در آوریل ۲۰۱۹ ننوشت.

## داستان
جوزف «جودی» سامرز پس از اینکه دوست دخترش ایوت را مجبور به رفتن کرد، در یک کلینیک سقط جنین منتظر می‌ماند. آنها سپس در مورد عدم تعهد و خودخواهی او بحثی شدید دارند. او از او می‌پرسد که آیا هرگز با او و پسرشان جوجو زندگی می‌کند یا خیر، اما او عمداً از این موضوع اجتناب می‌کند و هر طور که می‌خواهد می‌آید و می‌رود. در همین حال، جودی با زنان دیگری از جمله دختر جوانی به نام بادام زمینی که او نیز یک دختر به نام لیل نات دارد، به روابط خود ادامه می‌دهد. جودی همچنین تقریباً با پاندورا، همکار و همکار ایوت، رابطه جنسی برقرار می‌کند، اما موفق می‌شود پیشرفت‌های او را رد کند. زمانی که ایوت متوجه خیانت او شد، مشاجره بعدی آنها در نهایت جسمی می‌شود و به اخراج او از خانه‌اش ختم می‌شود. رادنی، دوست پسر سابق و گانگستر ایوت، از زندان ایالتی سن کوئنتین آزاد می‌شود و به محله بازمی‌گردد تا با ایوت نقل مکان کند. وقتی رادنی قصد تجاوز به ایوت را در مقابل پسرش را دارد، به دلیل احساس گناه جلوی خود را می‌گیرد. با وجود مسائل قبلی، ایوت متوجه می‌شود که هنوز جودی را دوست دارد. خوانیتا، مادر جودی، ماری‌جوانا را در باغش پیدا می‌کند و او را سرزنش می‌کند، که سپس با عصبانیت دوست پسر جدیدش ملوین، یک محکوم سابق را سرزنش می‌کند. ملوین به خانه می‌آید، به خوانیتا اعتراف می‌کند که آن را کاشته و عذرخواهی می‌کند. جودی ناراحت قبل از وارد شدن به مشاجره با ملوین با مادرش بحث می‌کند که با مشت ملوین به او و شکستن میز ختم می‌شود. جودی ناامید از خانه بیرون می‌رود تا دوستش سویت پی را ببیند. اندکی بعد، ایوت رادنی و دوستانش را از آپارتمانش بیرون می‌کند. در نهایت، ایوت و جودی در خانه سوئیت پی آشتی می‌کنند و ایوت به جودی می‌گوید که چگونه رادنی در مقابل جوجو به او تجاوز کرده‌است. سپس رادنی پول و کلیدهای ایوت را از کیف پولش می‌دزدد و با ماشینش می‌رود تا جودی را پیدا کند، که او تلاش می‌کند در تیراندازی با ماشین او را بکشد. در اواخر همان شب، جودی و سویت پی با رادنی روبرو می‌شوند و در حالی که او تلاش می‌کند فرار کند، جودی به پاهای او شلیک می‌کند. سوئیت پی از جودی می‌خواهد که رادنی را بکشد، اما او قبول نمی‌کند، و به همین دلیل سوئیت پی به شلیک گلوله می‌زند و خود رادنی را می‌کشد. جودی که از مرگ رادنی وحشت زده شده، با شلیک گلوله به سر خود آماده خودکشی می‌شود، اما ملوین قبل از گرفتن اسلحه او را متوقف می‌کند. جودی پس از تأمل در مورد مرگ رادنی و اینکه چگونه غیبت او و جوجو را به خطر انداخت، سرانجام تصمیم می‌گیرد با ایوت زندگی کند. جودی سپس می‌پذیرد که رابطه خوانیتا با ملوین پایدار است و او باید از خانواده خود محافظت و مراقبت کند. پس از آن، جودی و ایوت ازدواج می‌کنند و مشتاقانه منتظر تولد فرزند متولد نشده خود هستند. در همین حال، سوئیت پی تصمیم می‌گیرد که غسل تعمید بگیرد و زندگی قدیمی خود را به عنوان یک جنایتکار رها کند.

## بازیگران
| بازیگر            | نقش             | توضیح نقش                      |
| ----------------- | --------------- | ------------------------------ |
| تایریس گیبسون     | جوزف (جودی)     | نقش اصلی داستان                |
| عمر گودینگ        | سوئیت پی (نخود) | دوست جودی                      |
| تراجی پی. هنسون   | ایوت            | دوست‌دختر جودی                  |
| اسنوپ داگ         | رادنی           | دوست‌پسر سابق ایوت              |
| آدرین جوی جانسون  | خوانیتا         | مادر جودی                      |
| وینگ ریمز         | ملوین           | دوست‌پسر کلاهبردار سابق خوانیتا |
| آنجل کانول        | کیم             | دوست‌دختر سوئیت پی              |
| تامارا لاسئون باس | بادام زمینی     | مادر دختر جودی لیل نات         |
| مونیک             | پاتریس          | بهترین دوست خوانیتا            |
| کندی آن براون     | خانم هرون       | مادر بادام زمینی               |
| تاونی دال         | پاندورا         | همکار رسوایی ایوت              |

سینگلتون در نقش یک غرفه‌فروش که سعی می‌کند دی‌وی‌دی‌های غیرقانونی را به جودی و سویت‌پی بفروشد، نام‌نویسی می‌کند، در حالی که مادرش شیلا وارد، نقش یک عزادار را در سکانس رؤیایی که جودی خود را در مراسم تشییع جنازه‌اش می‌بیند، بازی می‌کند. علاوه بر این، دخترش کلئوپاترا در ابتدای فیلم در نقش لیل نات، دختر جودی با بادام زمینی ظاهر می‌شود.

## فروش و انتقاد

### باکس آفیس
این فیلم در اولین اکران خود در ۱۵۳۳ سینما در ایالات متحده به فروش ۸٬۶۰۶٬۴۰۳ دلاری دست یافت که به‌طور میانگین در هر سینما ۵٬۶۱۴ دلار درآمد داشت و در رتبه پنجم گیشه قرار گرفت. مجموعاً ۲۸٬۷۳۴٬۵۵۲ دلار در داخل و ۶۴۷٬۰۹۷ دلار در جاهای دیگر برای مجموع ۲۹٬۳۸۱٬۶۴۹ دلار فروش داشت که بالاتر از بودجه تولید ۱۶ میلیون دلاری آن بود.

### پاسخ‌های انتقادی
پسربچه نقدهای مثبتی از منتقدان دریافت کرد و امتیاز ۷۱ درصد را در Rotten Tomatoes بر اساس ۹۲ نقد با میانگین امتیاز ۶٫۲ از ۱۰ دریافت کرد. اجماع بیان می‌کند که "پیش‌گویانه و تکراری در بخش‌هایی، پسربچه هنوز هم می‌تواند اصالت خود را نشان دهد، با تشکر. به بازیگران شایسته‌اش.» این فیلم همچنین بر اساس نقدهای ۲۶ منتقد که «بررسی‌های مختلط یا متوسط» را نشان می‌دهند، در متاکریتیک امتیاز ۵۵ از ۱۰۰ را کسب کرده‌است.
راجر ایبرت ۳ و نیم ستاره از ۴ را به این فیلم داد و در نقد خود اظهار داشت: «پسربچه انتقادی جسورانه از مردان سیاهپوست جوانی است که با بی دقتی بچه‌دار می‌شوند، با مادرانشان زندگی می‌کنند و حتی به کار هم فکر نمی‌کنند. انتقادی از جامعه که آنها را به این جایگاه سوق می‌دهد. هرگز فیلمی با این زاویه از تجربه آفریقایی-آمریکایی وجود نداشته‌است و این به انگشت اشاره آسان لیبرال برنمی گردد. هیچ سفیدپوستی در فیلم وجود ندارد. در این فیلم، هیچ سرزنش ساده‌ای از دیگران وجود ندارد؛ بزرگ‌ترهای زندگی جودی او را به خاطر مشکلات خودش سرزنش می‌کنند، و باید هم باشند.»
کنت تورن، منتقد سینما برای روزنامه "لس آنجلس تایمز"، فیلم را به دلیل "... قانع کننده… صمیمانه و شخصی…" بودن تحسین کرد. با بیان اینکه: «مثل سایر ویژگی‌های جان سینگلتون، این به دور از عیب و نقص است… اما شخصیت‌ها آنقدر تنومند هستند و احساسات آنقدر خام و پیچیده هستند که من این را بهترین کاری که او تا به امروز انجام داده‌است می‌نامم.
این فیلم در نهایت ۱۰ نامزدی در جوایز بلک ریل ۲۰۰۲، از جمله فیلم برجسته، و ۳ نامزدی در جوایز تصویر NAACP 2002، از جمله فیلم برجسته، دریافت کرد. این فیلم همچنین در جشنواره بین‌المللی فیلم لوکارنو در سال ۲۰۰۱ در رقابت برای پلنگ طلایی به نمایش درآمد و جایزه ویژه هیئت داوران را برای «مفهوم خلاقانه و بازیگری گروهی» دریافت کرد.
کارگردان جان سینگلتون به این فیلم بسیار افتخار می‌کرد: «این فقط روح‌انگیز بود، من فیلمی ساختم که می‌خواستم به اندازه رکورد ماروین گی روح‌انگیز باشد. این هدف من برای خوب یا بد بود. لزوماً یک فیلم کامل نیست، اما فقط چیزی که شما تماشا می‌کنید، خاطره انگیز است. این چیزی است که من در آن فیلم دوست دارم.